# Maduresiska

Maduresiskans huvudsakliga utbredning på Madura och Java.

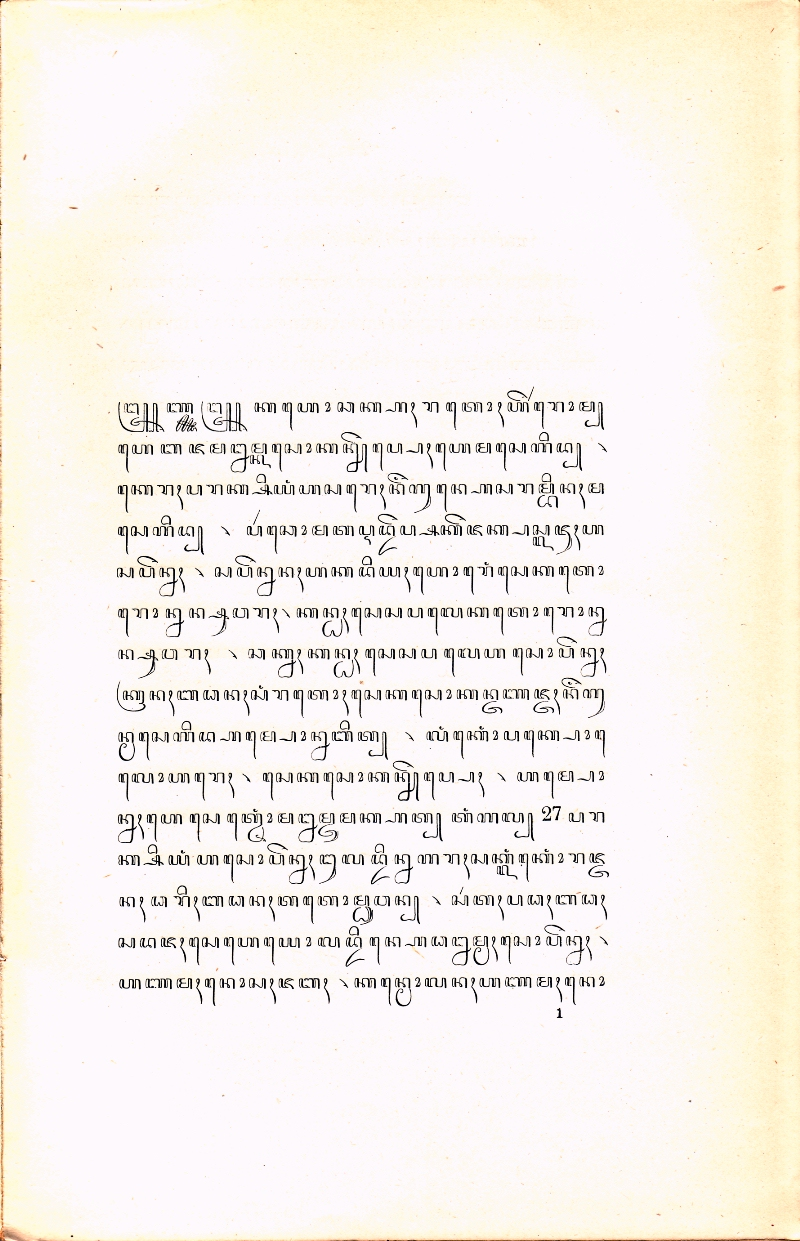
Ett maduresiskt manuskript skrivet med javanesisk skrift, Raden Segara från 1890.

Maduresiska eller madura är ett Sunda-Sulawesiskt språk i den austronesiska språkfamiljen som talas av omkring 15 miljoner människor  på Java, på ön Madura samt på flera mindre indonesiska öar och i Singapore. De flesta modersmålstalare är etniska madureser.
Språket har traditionellt skrivits med javanesisk skrift, men i dag används huvudsakligen det latinska alfabetet. Maduresiska är närbesläktat med inte identiskt med kangean.